# Peter Boyers

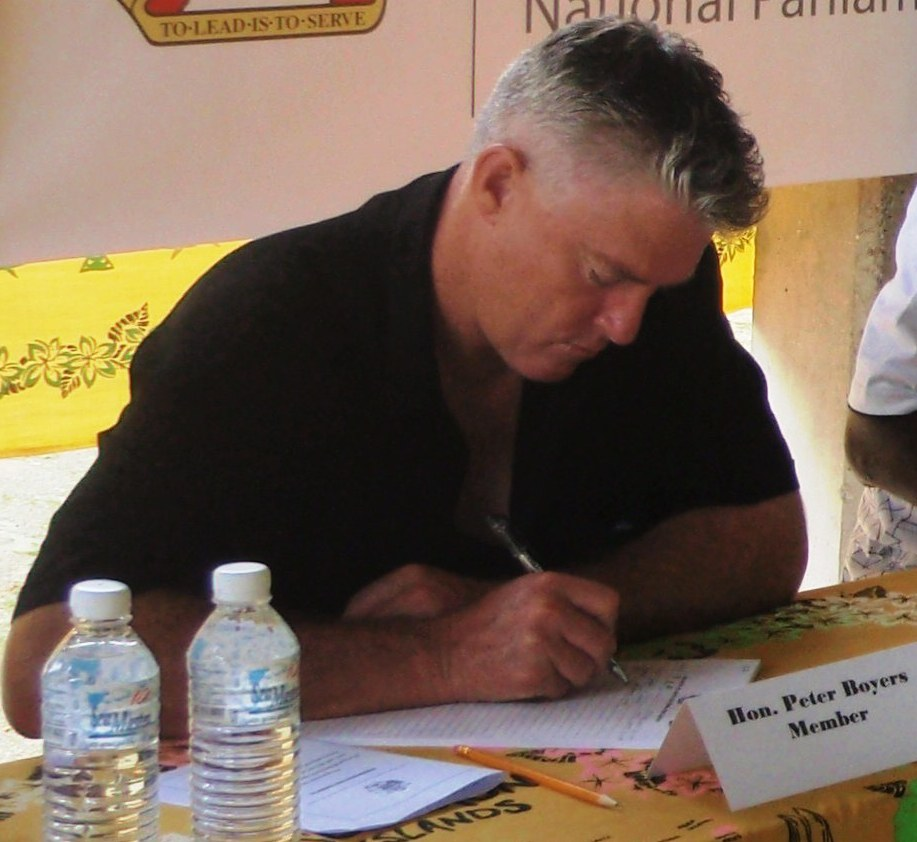
Peter Boyers (2009)

Hon. Peter James Boyers (* 30. September 1962 in Munda, Western Province) ist ein Politiker der Salomonen, der unter anderem zwischen 2001 und 2010 Mitglied des Nationalparlaments sowie zwischen 2004 und 2005 erst Minister für nationale Reformen und Planung sowie von 2005 bis 2006 und erneut zwischen November und Dezember 2007 Finanzminister war. Seit 2014 ist er Gründungsvorsitzender der Kadere Party.

## Leben
Peter Boyers, der als Privatunternehmer tätig ist, wurde am 5. Dezember 2001 erstmals Mitglied des Nationalparlaments und vertrat in diesem nach seiner Wiederwahl am 5. April 2006 den Wahlkreis West New Georgia/Vona Vona bis zur Wahl am 4. August 2010, bei der er nicht wieder gewählt wurde. Zu Beginn seiner Parlamentszugehörigkeit war er zwischen dem 30. Januar 2002 und dem 18. August 2004 Mitglied des Ausschusses für öffentliche Finanzen (Public Accounts Committee).
Im Kabinett von Premierminister Sir Allan Kemakeza fungierte er zwischen dem 19. August 2004 und dem 3. Februar 2005 als Minister für nationale Reformen und Planung (Minister for National Reform and Planning) sowie nach einer Kabinettsumbildung  als Nachfolger von Francis Zama vom 4. Februar 2005 bis zum 4. April 2006 als Minister für Finanzen und Schatz (Minister for Finance and Treasury). Das Amt als Minister für Finanzen und Schatz hatte er vom 21. April bis zum 3. Mai 2006 auch im Kabinett von Premierminister Snyder Rini inne.
Nach seinem Ausscheiden aus dem Kabinett war Boyers im Nationalparlament zwischen dem 10. Mai und dem 7. September 2006 zunächst Mitglied des Ausschusses zur Überprüfung der Verfassung (Constitution Review Committee) und daraufhin vom 12. Juli 2007 bis zum 18. August 2010 abermals Mitglied des Ausschusses für öffentliche Finanzen sowie zugleich zwischen dem 7. September 2006 und dem 18. August 2010 zugleich Mitglied des Ausschusses für Gesetzentwürfe und Gesetzgebung (Bills and Legislation Committee). Am 8. November 2007 löste Francis Zama Gordon Darcy Lilo zunächst als Finanzminister im zweiten Kabinett von Premierminister Manasseh Sogavare ab. Allerdings wurde Zama bereits am 27. November 2007 wiederum von Boyers als Finanzminister abgelöst, der das Amt als Finanzminister bis zum Ende der Amtszeit von Sogavare am 20. Dezember 2007 bekleidete. Im darauf folgenden am 20. Dezember 2007 gebildeten Kabinett von Premierminister Derek Sikua wurde der frühere Premierminister Snyder Rini neuer Finanzminister.
Seit 2014 ist er Gründungsvorsitzender der Kadere Party, die bei den Wahlen am 19. November 2014 einen Sitz sowie bei den Wahlen am 3. April 2019 acht der 50 Sitze im Nationalparlament gewann, wobei Boyers selbst nicht gewählt wurde.